# Venloos

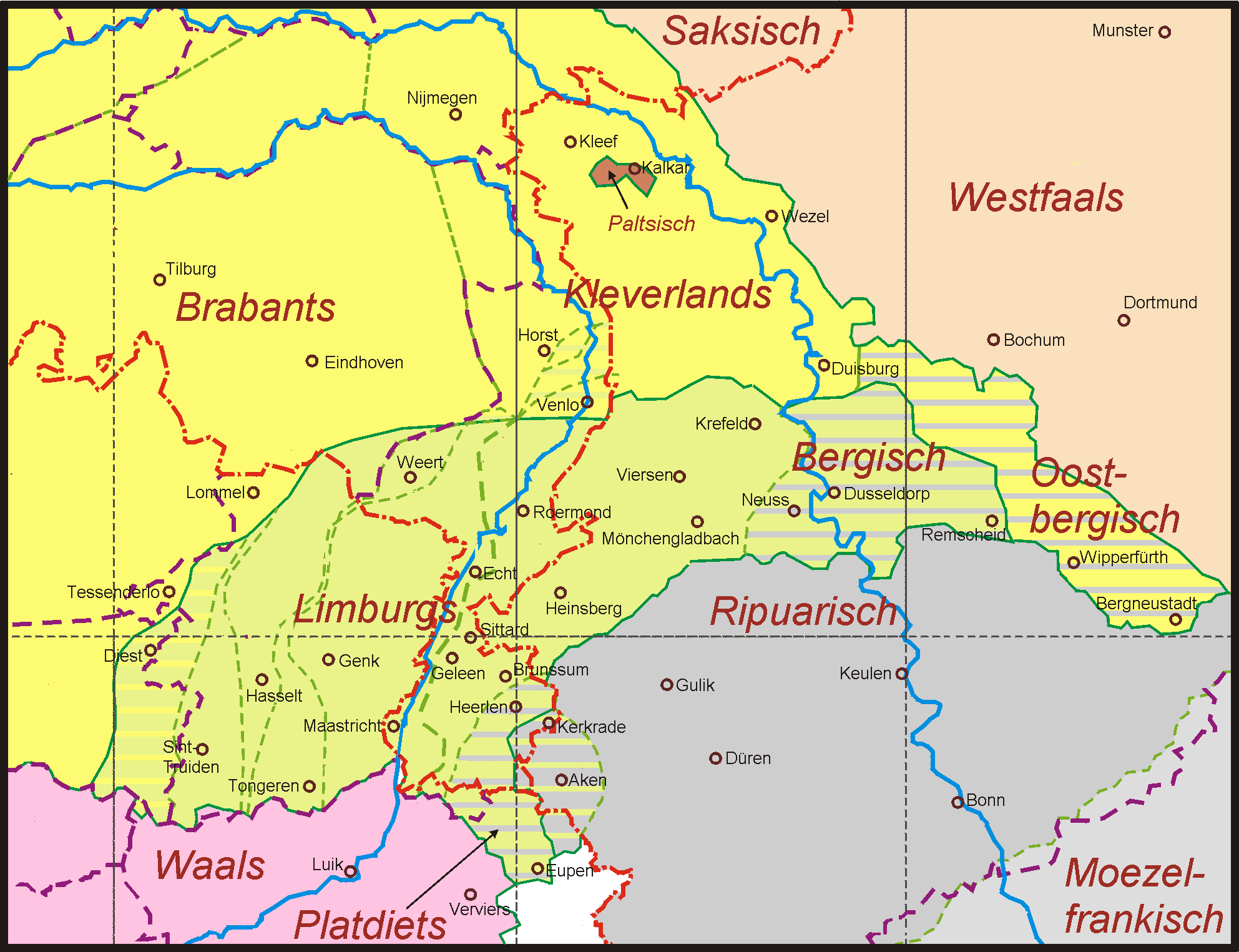
- HET LIMBURGS TAALLANDSCHAP -
Het Maas-Rijnlandse dialectcontinuüm

Het Venloos is een Kleverlands / Oost-Limburgs overgangsdialect, dat gesproken wordt in de gemeente Venlo in de plaatsen Venlo, 't Ven, Blerick, Velden en Hout-Blerick.

## Classificatie
Op hoofdkenmerken is het Limburgse karakter duidelijk. Toch onderscheidt dit dialect zich van de zuidelijker in Limburg gesproken dialecten. Het Venloos hoort niet bij de Midden-Limburgse dialecten, maar is ook geen Noord-Limburgs. Het vormt een overgangsdialect met zowel "echte" Limburgse als Brabants-Kleverlandse kenmerken. Als stadsdialect neemt het daarbij een eigen positie in.
De scheidslijnen van dit dialect lopen grofweg ten noorden van de stad enerzijds (Uerdinger linie), naar het westen, en ten zuiden van de stad anderzijds (Panningerlinie), wederom in westelijke richting. Waar voorheen deze twee lijnen bij elkaar kwamen op de Maas, is dit punt sinds eind 20e eeuw verschoven ten westen van Blerick. Het Venloos verovert daardoor steeds meer terrein ten koste van het Blericks. 
In Tegelen en Belfeld wordt wel en nog steeds Midden-Limburgs (Tegels en Belfelds) gesproken, al wint het Venloos ook daar, evenals in Velden, steeds meer terrein - zeker sinds de samenvoeging van deze plaatsen met Venlo. Dit is vooral te danken aan de vestiging van Venlonaren in andere delen van de gemeente.

## Geschiedenis

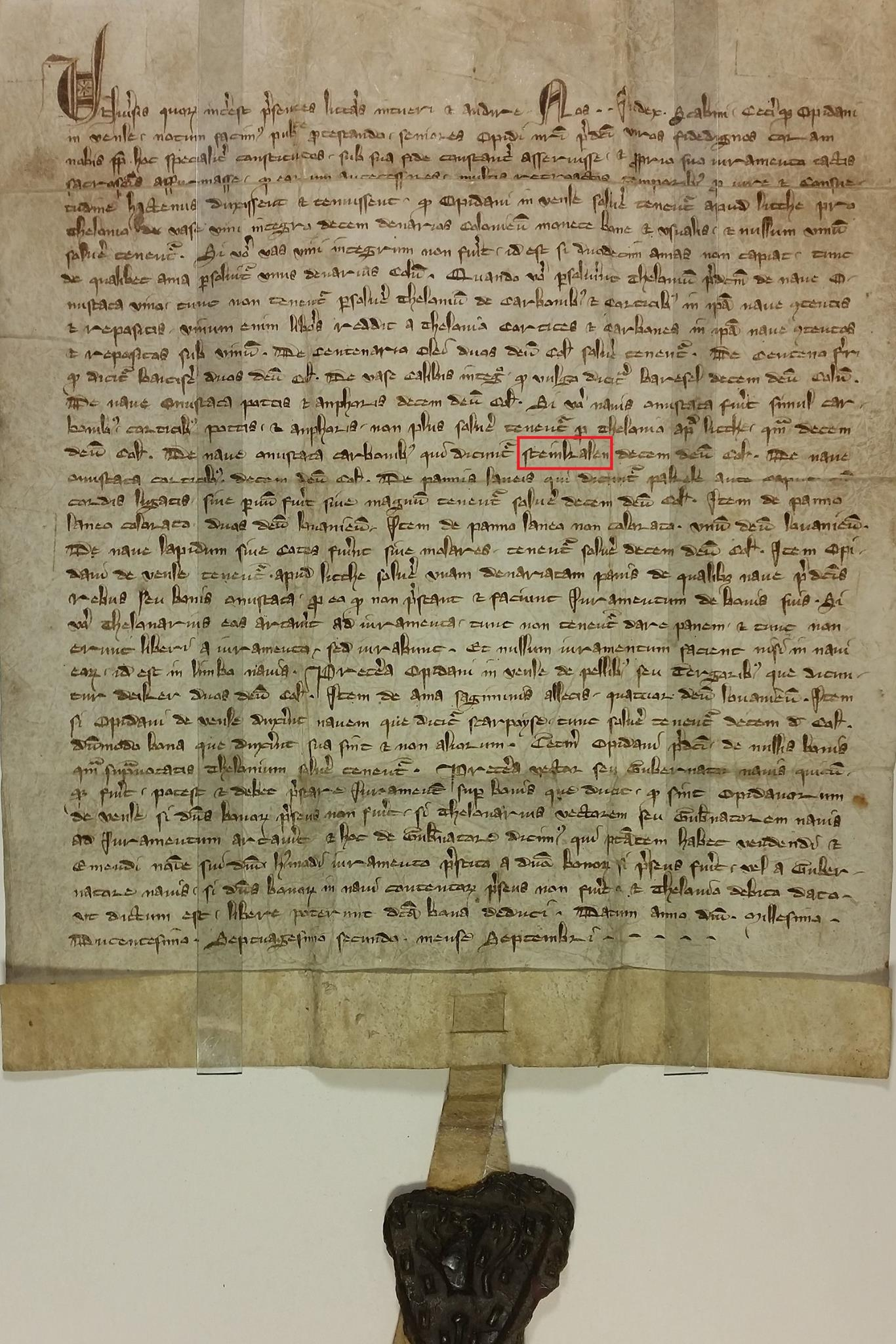
Tolbrief van Lith, met het oudst bekende Venlose woord ("steinkale") rood omlijst

De oudste bekende optekening van een Venloos woord dateert uit de Middeleeuwen: "carbonib(us) quid steinkalen dicunt(ur)" (...steenkolen die steinkalen genoemd worden). Steinkaole is dus het eerst opgetekende Venlose woord. De zin staat op een oude tolbrief van het Brabantse Lith aan de Maas. De brief schrijft voor, wat de Venlose kooplieden moesten betalen voor de goederen die per schip over de Maas via Lith werden vervoerd.
De oudste teksten in het moderne Venloos zijn twee Venlose vertalingen van de gelijkenis van de Verloren Zoon uit 1807. Deze vertalingen, gepubliceerd in het boek Het Limburgs onder Napoleon, waren in opdracht van de Franse overheid gemaakt.

## Situering
Venlo ligt net tussen twee isoglossen in: de Uerdinger Linie en de Panninger Linie. De verschillen met aangrenzende dialecten zijn hierdoor tamelijk groot.

## Fonologie
Het Venloos gebruikt de klankcombinatie sch- waar men in de meeste andere Limburgse dialecten (die ten zuiden en oosten van de Panninger zijlinie) sj- zeggen. Verder ligt Venlo nog juist ten noorden van de Panninger Linie, waardoor men in het Venloos – in tegenstelling tot het net ten zuiden van die linie gelegen Tegels – straot, slech en spaor zegt tegen "straat", "slecht" en "spoor". Ten zuiden en ten oosten van die lijn luiden deze woorden sjtraot, sjlech en sjpaor.
| Venloos | Tegels  | Maastrichts | Nederlands |
| ------- | ------- | ----------- | ---------- |
| straot  | sjtraot | straot      | straat     |
| schoeël | sjoeël  | sjaol       | school     |

Het Venlose dialect sluit geheel bij de andere Limburgse dialecten aan wat betreft de tweetonigheid: die is hier volop aanwezig. Boven Arcen en Horst aan de Maas verdwijnt het structurele onderscheid tussen stoottoon en sleeptoon, al zijn de tonen op zich nog wel in die dialecten aanwezig.
In de meeste Limburgse dialecten zijn -alt en -olt in -awt en -out veranderd. Daarmee sluiten ze dus grofweg bij het Nederlands aan. Het Venloos doet dat niet en heeft de oude l-klank behouden. Binnen Nederland komt dat in die vorm slechts voor in Noord-Limburg, het Rijk van Nijmegen en geïsoleerd in Hindeloopen, terwijl een vergelijkbare situatie (overal -olt) in de Nedersaksische dialecten heerst.
De meeste van deze verschillen plaatsen het Venloos duidelijk tussen het Limburgs enerzijds en het Brabants en Kleverlands anderzijds. Een Venlonaar is zich daar doorgaans erg van bewust, al wordt zijn taal door meer zuidelijke Limburgers dikwijls minder echt Limburgs of zelfs "plat" gevonden.

## Grammatica

### Geslachten
Het Venloos kent drie woordgeslachten: mannelijk, vrouwelijk en onzijdig.

### Verbuiging
Vergeleken met andere Limburgse dialecten kent het Venloos een hybride verbuiging.
|            | Venloos          | Maastrichts    | Nederlands      |
| ---------- | ---------------- | -------------- | --------------- |
| mannelijk  | de groeëte man   | de groete maan | de grote man    |
| vrouwelijk | de kleine vrouw  | de klein vrouw | de kleine vrouw |
| onzijdig   | 't klein(e) kind | 't klein kind  | het kleine kind |

#### bdht-klinker-regel
Net als het Vlaams en Brabants kent het Venloos de bdht-klinker-regel: bij mannelijke woorden die met een b, een d, een h, een t of een klinker beginnen, wordt een 'n' achter het direct voorafgaande bijvoeglijke naamwoord, lidwoord of voornaamwoord geplaatst.

#### Voorbeelden
- d'n dokter (de dokter)
- daen dieken boum (die dikke boom)
- de groeëten boum (de grote boom)

- einen hoeëgen boum (een hoge boom)

Aantekening:
"D'n dokter" wordt nog steeds zo gezegd. De volgende voorbeelden zijn verouderd (men zegt nu: "dae dieke boum, de groeëte boum", en: "eine hoeëge boum").

### Persoonlijk voornaamwoord
Een ander opvallend verschil is, dat in plaatsen rond Venlo - zoals Grubbenvorst, Arcen en Sevenum - de Uerdinger Linie zich splitst, waardoor deze plaatsen tussen twee subisoglossen komen te liggen. Het is in het Venloos daardoor enerzijds ik en ouk, maar anderzijds mich en dich, omdat Venlo in het zogeheten mich-kwartier ligt.
Vroeger kwam het weleens voor dat het Venloos om die reden niet bij het Limburgs werd ingedeeld. Tegenwoordig doet men dat vaak wel, omdat het Venloos voldoet aan de belangrijkste andere kenmerken - tweetonigheid, dich in plaats van gij, mich in plaats van mij.

### Aanwijzend voornaamwoord in plaats van lidwoord
Het Venloos gebruikt, net als andere Limburgse dialecten, vaker dan het Nederlands een aanwijzend voornaamwoord.
|            | Venloos           | Maastrichts     | Nederlands       |
| ---------- | ----------------- | --------------- | ---------------- |
| mannelijk  | dae groeëte man   | dee groete maan | die grote man    |
| vrouwelijk | die kleine vrouw  | die klein vrouw | die kleine vrouw |
| onzijdig   | det klein(e) kind | dat klein kind  | dat kleine kind  |

### Dativus vs. bezittelijk voornaamwoord vs. lidwoord.
Net als andere Limburgse dialecten, het Nedersaksisch en het Latijn kent het Venloos een dativus ethicus, ook in gevallen waar in het Nederlands een bezittelijk voornaamwoord gebruikt wordt.

Op de plaats van een bezittelijk voornaamwoord gebruikt het Venloos vaak een lidwoord.

Voorbeeld:
| Venloos                      | Latijn                      | Nederlands                |
| ---------------------------- | --------------------------- | ------------------------- |
| dao brik hae mich de vaas    | ecce mihi frangit vaseam    | daar breekt hij mijn vaas |
| dao beginte mich te bäöke    | ecce mihi lacrimare incipit | daar begint hij te huilen |
| zet dich de pats op de plaat | petasum tibi in caput pone  | zet je pet op je kop      |

### Wederkerig voornaamwoord
Het wederkerig voornaamwoord elkaar bestaat niet. In de plaats daarvan worden zich, zich ónderein, ónderein en soortgelijke constructies gebruikt:
- weej hebben ós getróffe op de Parade (we kwamen elkaar tegen op de Parade)
- dao mótte de luùj ónderein euver praote (daar moeten de mensen met elkaar over praten)
- ze zote gezellig same doeën beejein (ze zaten gezellig saampjes bij elkaar)

## Venloos/Blericks
Hoewel Blerick aan de andere zijde van de Maas ligt en pas sinds 1941 bij de gemeente Venlo hoort, is het plaatselijke Blericks er nagenoeg volledig verdrongen door het Venloos. Alleen in de (toen samen met Blerick ingelijfde) dorpen Hout-Blerick en Boekend is het Blericks nog te horen.

## Venlose media
- Een opmerkelijke Bijbelvertaling is het Evangelie volgens Marcus in het Venloos:  't Gooje Nièts van Marcus (2001) door het Nederlands Bijbelgenootschap te Haarlem.
- Ook is er in 2006 een vertaling in het Venloos uitgekomen van het Beatles-album Sgt. Pepper's Lonely Hearts Club Band: Serzjant Paeper's Oeits Haos Sterre Band. Het was een initiatief van Twan Mientjes en de opbrengst ging volledig naar de Stichting Doortocht van kapelaan Leo Brueren.

Hasselts · Venloos · Weerts · Roermonds · Sittards · Geleens · Maastrichts

Zuidoost-Limburgs / Ripuarisch: Kerkraads · Vaalsers

West-Limburgs: Budels

Creooldialecten: Cités · Heerlens Nederlands

Andere dialecten: Platdiets